# Kościół św. Mikołaja w Urzędowie
Kościół świętego Mikołaja i świętej Otylii – rzymskokatolicki kościół parafialny należący do dekanatu Urzędów archidiecezji lubelskiej.
Obecna świątynia parafialna została wzniesiona w stylu późnobarokowym i została ufundowana przez księdza Józefa Marszałkowskiego, pochodzącego z Urzędowa. Wsparcia finansowego na rzecz budowy kościoła udzielili biskupi Kajetan Ignacy Sołtyk i Antoni Kazimierz Ostrowski oraz mieszkaniec Urzędowa, Franciszek Pikulski. Prace budowlane trwały w latach 1755-1784.

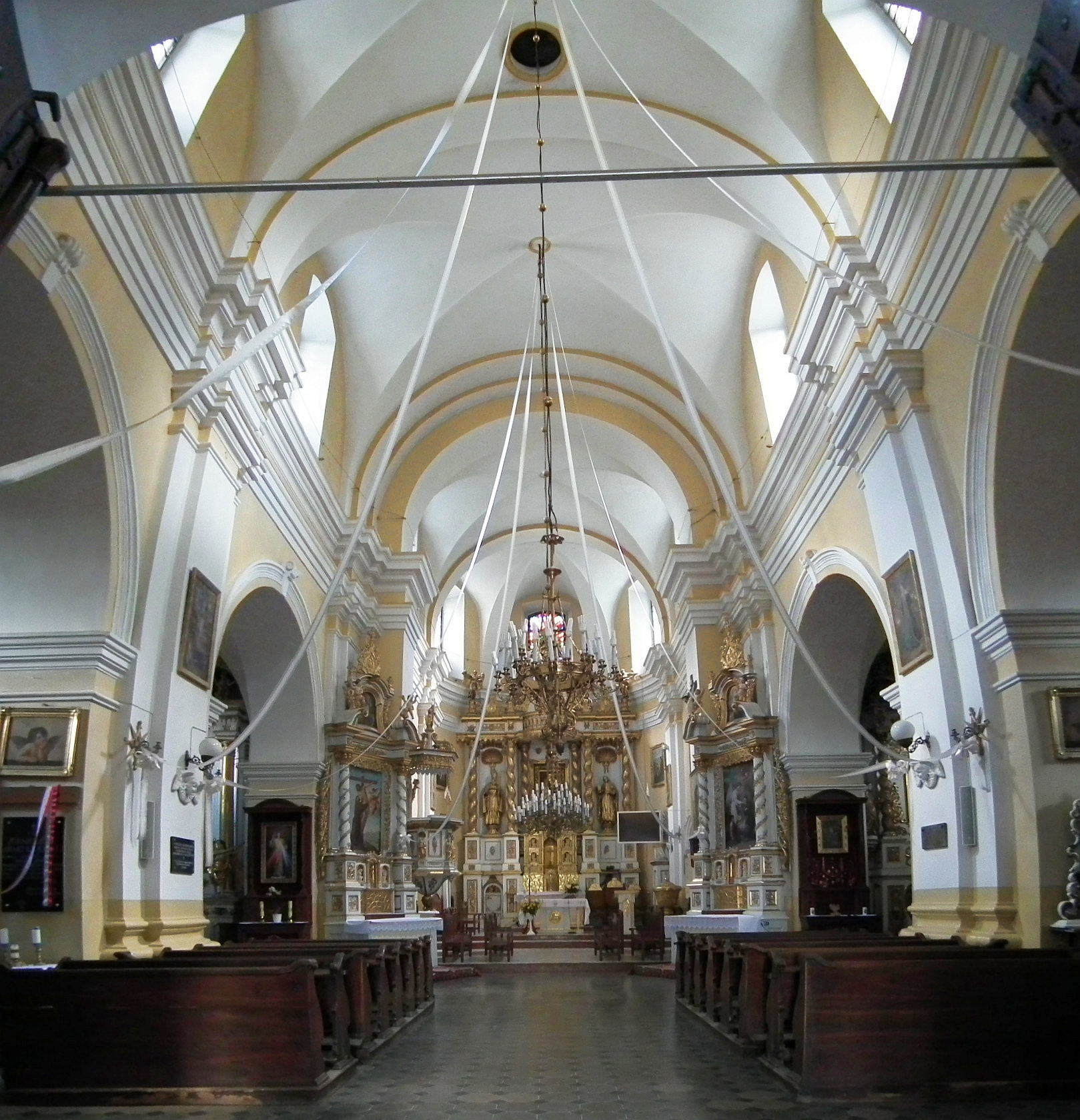
Wnętrze świątyni

Jest to budowla murowana, wzniesiona z cegły, otynkowana, składająca się z trzech naw. Nawy boczne otwierają się do nawy głównej dwiema arkadami filarowymi. Nawa główna nakryta jest sklepieniem kolebkowo-krzyżowym. Ołtarz główny i dwa ołtarze znajdujące się w nawach bocznych powstały w stylu późnobarokowym. W głównym ołtarzu Jest umieszczony obraz św. Otylii i św. Mikołaja. W lewej nawie jest umieszczony w ołtarzu krucyfiks w stylu późnobarokowym, natomiast w nawie prawej obraz Matki Bożej. Pomiędzy lewą nawą a prezbiterium pierwotnie był umieszczony obraz św. Antoniego ozdobiony srebrną sukienką, obecnie znajduje się obraz Jezusa Miłosiernego w ołtarzu wykonanym w pierwszych latach XXI wieku. W kierunku do prezbiterium pod kątem do nawy głównej jest umieszczony ołtarz drewniany z XX wieku z obrazem św. Franciszka z Asyżu. Po przeciwnej stronie, umieszczony jest symetrycznie, w jednakowym stylu, drewniany ołtarz z obrazem św. Stanisława Kostki. Poiędzy prawą nawą a prezbiterium jest umieszczony drewniany ołtarz z pierwszych lat XXI wieku z obrazem Matki Bożej Urzędowskiej, który powrócił w latach 80. XX wieku po dokonanej w świątyni kradzieży. Ambona drewniana reprezentuje styl późnobarokowy i jest ozdobiona wieloma złoceniami. Drewniana jest także pozłacana chrzcielnica z XIX wieku. Na chórze muzycznym są umieszczone organy o 20 głosach wykonane w 1975 roku. Większość obrazów zostało namalowanych na przełomie XVIII i XIX wieku. Na zewnątrz, na środku trójdzielnej elewacji frontowej, na szczycie w stylu późnobarokowym, znajduje się Chrystus Ukrzyżowany wyrzeźbiony przez artystę Józefa Rachwała. Z lewej i prawej strony są umieszczone dwie wieże, nad nawą główną znajduje się wieżyczka na sygnaturkę. Po pożarze w 1915 roku odbudowane w latach 1923-1925 hełmy wież zostały pozbawione pierwotnego stylu. W dniu 9 lutego  2003 w kościele została odsłonięta tablica ku czci prof. Ignacego Wośko.